# Sommaräpplen
Sommaräpplen är sådana äpplen som mognar tidigt, från juli till början av september. Exempel på sommaräpplen är Close, Discovery, Hampus, Mantet, Melba, Gyllenkroks Astrakan, Quinte, Silva, Skovfoged, Sylvia och Transparente blanche.